# Apsilochorema urdalum
Apsilochorema urdalum là một loài Trichoptera trong họ Hydrobiosidae. Chúng phân bố ở miền Australasia.